# Ouarda Djamila Barry
Pour les articles homonymes, voir Barry.
Ouarda Djamila Barry est une actrice comédienne burkinabè née à Ouagadougou. Elle joue dans plusieurs films de réalisateurs africains dont Apolline Traoré, Boubacar Diallo et Boris Oué de la Côte d'Ivoire. 

## Biographie

### Enfance et études
Warda Djamila Barry est passionnée par le cinéma depuis son jeune âge. Elle joue au théâtre lors des activités culturelles de son école primaire, ce qui développe sa passion pour le cinéma,, avant de suivre des formations pour améliorer son jeu d'actrice. 

## Carrière
Après avoir commencé comme figurante, elle obtient son premier grand rôle dans "La Sacoche" de Boubacar Diallo. Elle se fait également remarquer dans des films tels que "Fabiola", "La Team des Belles Rebelles", "La Villa Rouge", "Sira" et "Les Coups de la Vie". En 2023, son talent est reconnu aux Sotigui Awards, où elle remporte le prix de la meilleure interprétation féminine burkinabé pour son rôle dans "Les Épines du Sahel". En parallèle de sa carrière cinématographique, elle est active dans l'immobilier. Elle participe aussi à la série "La Capitale Africaine", tournée au Sénégal avec Jean-Noël Bah, et joue dans le film Sira d'Apolline Traoré,,,.

## Filmographie

### Longs métrages
- 2012: Villa rouge de Boubacar Diallo[9]
- 2016: Président dans un maquis de Laurent Goussou-Deboise[10]
- 2016: Sacrée Famille de Boubacar Diallo[11]
- 2020: Le Bonnet de Modibo de Boubacar Diallo[12]
- 2020: Capitale Africaine de Jean Noël Bah[13]
- 2021: Les Trois Lascars de Boubacar Diallo[14]
- 2022: Sira d'Apolline Traoré[15]
- 2023: Épines du Sahel de Boubacar Diallo[16]

### Court métrage
- 2021-2022: Manipulation de Assita Somé

### Séries
- 2023: Les Coups de la vie[17]
- 2016-2017: C’est la Vie[18]
- 2016, 2017, 2018: Fabiola
- 2016: Bambino[19]
- 2022: La Team des belles et rebelles[20]

## Distinctions
- 2023: Trophée jeune talent lors du Guiness Summers Vibration pour ses prouesses dans le monde cinématographique[21].
- 2023: Sotigui 2023 de la meilleure interprétation féminine[22].